# هوک سودول
هوک سودول یک جنگجوی گوگوریویی در زمان بوجانگ آخرین پادشاه گوگوریو بود .
او پس از سقوط گوگوریو به همراه گولسابیو و ته جویونگ باهم قسم برادری خوانده و برادر قسم خورده هم شدند .
او در نبرد تیانمنلینگ با گردانی ۶ هزار نفره به همراه فرمانده گپیل سامون که ترگلی بود در برابر ارتش ای هه گو مقاومت کرده تا فرمانده جویونگ مردم را به کوه چون ببرند .
در اخر او و گپیل سامون کشته شدند .
او را به عنوان قهرمان بالهه می‌شناسند.